# يوسف الجسار
يوسف عبد الله الجسار ( 29 أغسطس 1973-)، لاعب كرة قدم سعودي ولد في محافظة الشماسية.

## مسيرته الرياضية
بدا مسيرته الرياضية في نادي الرمة، ولعب لجميع الفئات السنية ثم أنتقل لنادي النجمة سنة 1994 وفي عام 2004 انتقل إلي الحزم وفي عام 2006 انتقل إلي العربي.